# Burg Eichstetten
Die Burg Eichstetten ist eine abgegangene Spornburg auf einer Anhöhe neben dem Dorf Eichstetten, einem Ortsteil der Gemeinde Eichstetten am Kaiserstuhl im Landkreis Breisgau-Hochschwarzwald in Baden-Württemberg.
Die Burg wurde von den im 12. Jahrhundert nachgewiesenen Herren von Eichstetten, einem Zweig der Hessonen und Vorfahren der späteren Herren von Üsenberg, erbaut. Sie wurde 1113, nach anderen Angaben um 1130 (als „Eistat castrum“ im Rotulus Sanpetrinus) erstmals erwähnt.
Am 13. November 1315 erfolgte der Verkauf der Burg an die Üsenberger Burkart III. und Gebhart. (Laut Franz Xaver Kraus besaßen die Üsenberger die Burg schon ab 1314.) Im Tennenbacher Güterbuch wird die Burg um 1320 noch als „castrum“ bezeichnet, könnte also nach wie vor unversehrt gewesen sein, und wurde dann womöglich 1321/22 im Kaiserstühler Krieg zerstört. Für eine gewaltsame Zerstörung sprechen jedenfalls die Funde einer starken Ascheschicht, eines Behälters mit verkohltem Korn sowie von Waffen und weiterem Eisen auf dem Burgareal. Im Jahre 1356 wird die Burg ausdrücklich als „Burgstal“ genannt.
Von der Burg zeugen heute noch Geländespuren wie der Burggraben.